# Pinot Gris

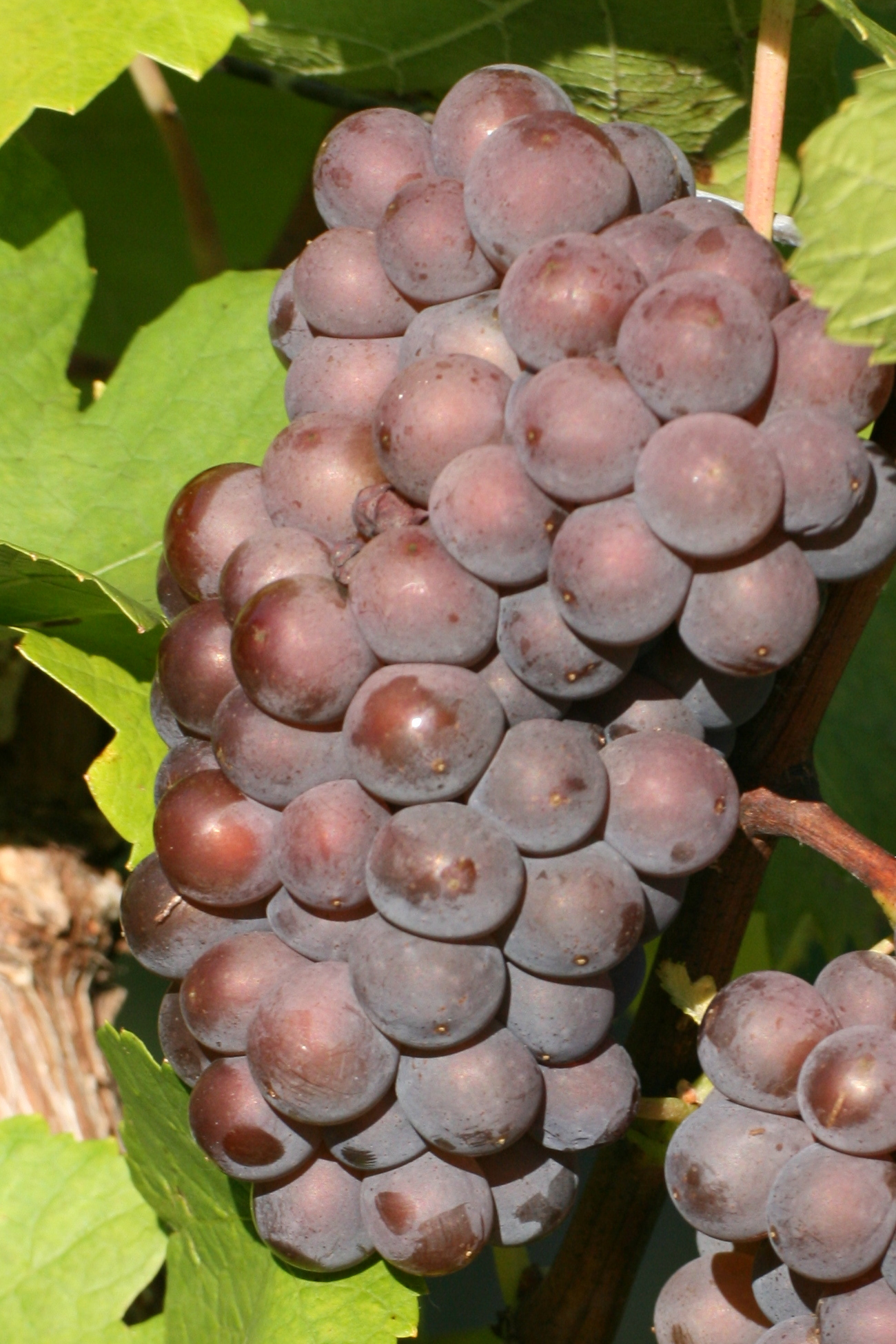
Een tros pinot gris-druiven.

De Pinot Gris is een uit Frankrijk afkomstige cultivar van de druif, die een groot aantal verschillende verschijningen heeft. Deze druif staat ook bekend onder de namen Pinot Grigio, malvoisie, grauburgunder, ruländer en szürkebarát.

## Geschiedenis

### Kenmerken
De vruchten van dit ras hebben van nature flink wat suiker en relatief weinig zuren. Hierom wordt zij bij voorkeur in koelere streken geteeld. In warme regio's ontstaan vaak saaie zoetige wijnen. De schillen bevatten weinig kleurstof zodat de wijnen wit of hooguit rosé-kleurig kunnen zijn.
In koele gebieden verloopt de groei van de druiven niet altijd zonder problemen. De 'Pinot Gris' heeft compacte trossen, wat de soort kwetsbaar maakt voor rotting, vooral als er regenwater tussen de vruchten gevangen blijft. Najaarsregens worden door de telers van 'Pinot Gris' daarom gevreesd, met als gevolg dat velen de druif tamelijk vroeg plukken. Aromatisch hebben de druiven zich dan nog niet volop kunnen ontwikkelen, met neutralere wijnen als resultaat. In de Elzas oogst men de druif het liefst zo laat mogelijk als vendange tardive. Vandaar dat dit ras uit dat gebied vaak een milde tot zoete smaak heeft. Pinot Grigio-wijnen uit Italië zijn vaak droger, lichter en fris met een mineraal karakter.

### Gebieden
Dit ras is zeer waarschijnlijk een mutatie van de 'Pinot Noir'. Vanuit de Bourgogne werd het door kloosterlingen naar andere landen gebracht, zoals naar Hongarije. Na de Tweede Wereldoorlog heeft 'Pinot Gris', als pinot grigio, furore gemaakt in Italië. In Duitsland is de druif bekend onder de naam ruländer en grauburgunder. In de Elzas stond zij ook bekend als tokay d'Alsace. Deze benaming mag niet meer aan deze druif gegeven worden om verwarring met de Hongaarse tokajer-wijnen te voorkomen. In Hongarije heet de druif szürkebarát. Ook is de druif bekend als grauer mönch, wat hetzelfde betekent.
In veel delen van Italië wordt de druif gebruikt om frizzante (semi-mousserende) of spumante (mousserende) wijnen te maken. Maar het is met name afwezig in de meest serieuze sprankelende stijl van het land, Franciacorta (waar Pinot Bianco is toegestaan). Ondertussen kan de meest populaire, Prosecco, slechts tot 15 procent Pinot Grigio bevatten tegen 85 procent Glera. De verfrissende stijl van Pinot Grigio kent in verschillende landen veel succes. Het heeft het vooral goed gedaan in Australië en de Verenigde Staten (waar het liefdevol “Greej” wordt genoemd). 

## Synoniemen[2]
- Affume
- Anche cendrée
- Anvergnas gris
- Arnaison gris
- Arnoison gris
- Aserat
- Auvergnas gris
- Auvergne gris
- Auvernas gris
- Auvernat gris
- Auvernet
- Auxerrat
- Auxerrois gris
- Auxois
- Baratszinszölö
- Bayonner
- Beurot
- Biliboner
- Blauer Riesling
- Blauer Traminer
- Borgogna grigio
- Brauer Klevner
- Brot
- Bureau
- Burgundac sivi
- Burgunder
- Burgunder Grauer
- Burgunder Roter
- Burgundi szüerke
- Burgunske sede
- Burgunske sive
- Burot
- Casper
- Champagner
- Clävner Roth
- Cordelier gris
- Cordonnier gris
- Crvena klevanjka
- Druher
- Drusen
- Drusent
- Druser
- Edelclävner
- Edelklevner
- Enfume
- Faultraube
- Fauvet
- Friset
- Fromenteau gris
- Fromentot
- Grau Klevner
- Grau Clevnet
- Grauburgunder
- Grauclevner
- Graue Burgunder
- Graue Savoyertraube
- Grauer Burgunder
- Grauer Clävner
- Grauer Klevner
- Grauer Mönch
- Grauer Riesling
- Grauer Ruländer
- Grauer Tokayer
- Graukläber
- Grauklävner
- Grauklevner
- Gris commun
- Gris cordelier
- Gris de Dornot
- Griset
- Hamsas szollo
- Hamuszölö
- Hamvas szölö
- Kapuziner
- Kutten
- Kapuzinerkutten
- Klebroth
- Kleiner Traminer
- Kleingrau
- Klevanjka
- Klevanjka crvena
- Klevner Rot
- Levrant
- Levraut
- Malvasier Grau
- Malvoisie
- Malvoisien
- Mauseri
- Mauserl
- Mausfarbe
- Mönch Grau
- Molvoisie valais
- Moreote gris
- Moreote gris rouge
- Murys
- Muscade
- Musler
- Noirin gris
- Ouche cendée
- Ouche cendrée
- Overnya gri
- Petit gris
- Pineau cendrée
- Pineau gris
- Pino cernyi
- Pino sernyi
- Pinor gri
- Pinot
- Pinot beurot
- Pinot burot
- Pinot cendré
- Pinot franc gris
- Pinot griccio
- Pinot grigio
- Pinot seryi
- Pinot sivi
- Piros kisburgundi
- Pirosburgundi
- Pyzhik
- Rauchler
- Rauländer
- Raulander
- Rehfahl
- Reilander
- Rheingau
- Rheingrau
- heintraube
- Riesling Grau
- Rijik
- Rohlander
- Rolander
- Rollander
- Rolönder
- Rolönder Drusen
- Roter Burgunder
- Roter Clevner
- Roter Clewner
- Roter Klevner
- Rothe savoyertaube
- Rothe Savoyertraube
- Rother Clävner
- Rother Clevner
- Rother Clewner
- Rother Drusen
- Rother Klävener
- Rother Klävner
- Rother Klevner
- Rother Rulander
- Rothfränkisch
- Rouci Sedive
- Rüländer
- Rülender
- Ruhländer
- Ruhlandi
- Ruländer
- Ruläander sivi
- Rulanda
- Rulandac sivi
- Rulander
- Rulander Grauer
- Rulander gray
- Rulander grigio
- Rulandske
- Rulandske sede
- Rulendac
- Rulender
- Ryjik
- Ryzhik
- Ryzik
- Sarfeher szölö
- Sarfejerszölö
- Schieler
- Sivi pinot
- Skürkebarat
- Speierer
- Speirer
- Speyeren
- Speyerer
- Speyrer
- Spinovy hrozen
- Stahler
- Strahler
- Syurke barat
- Szürke burgundi
- Szürke kisburgundi
- Szürke klevner
- Szürke rulandi
- Szürkebarat
- Tockay gris
- Tockayer
- Tokay
- Tokay d'Alsace
- Tokay di Alsace
- Tokayer
- Tromenteau gris
- Valais
- Viliboner
- Villiboner
- Vinum Bonum
- Wiliboner
- Zeleznak